# شیرپوینت
شیرپوینت (به انگلیسی: SharePoint) یکی از محصولات تحت وب شرکت مایکروسافت است که نخستین بار در سال ۲۰۰۱ عرضه شده‌ است. شیرپوینت که با مجموعه آفیس مایکروسافت یکپارچه است به عنوان یک درگاه اطلاعاتی سازمان با قابلیت مدیریت اسناد، مدیریت و سفارشی‌سازی داده‌ها و قابلیت تعریف و مدیریت سایت‌های نامحدود ایجاد شده‌است.
مایکروسافت اعلام کرده‌است که شیرپوینت ۱۹۰ میلیون کاربر در ۲۰۰۰۰۰ سازمان در سراسر دنیا دارد.

## کاربردها
بیشترین کاربردهای شیرپوینت در حوزه‌های زیر است:

### مدیریت محتوا و مستندات
شیرپوینت امکان ذخیره، بازیابی، جستجو، بایگانی کردن، دنبال کردن، مدیریت و گزارش‌گیری روی اسناد الکترونیکی و رکوردها را می‌دهد. همچنین امکانات جانبی نظیر نسخه‌بندی اطلاعات یا امکان تعریف گردش‌کارها بر روی محتوا و اسناد از قابلیت‌های کمکی مربوط به مدیریت محتوا و مستندات در شیرپوینت می‌باشد.

### پورتال داخلی و شبکه اجتماعی سازمانی
شیرپوینت ابزاری است که به سازمان‌ها کمک می‌کند تا ارتباطات داخلی، اطلاعات و برنامه‌های خود را ساده‌تر مدیریت کنند. از نسخه ۲۰۱۳ به بعد شیرپوینت، یکپارچگی با یامر امکان استفاده از یک شبکه اجتماعی درون سازمانی را به کاربران شیرپوینت می‌دهد.

### همکاری تیمی
شیرپوینت امکانات مربوط به همکاری تیمی نظیر برنامه‌ریزی پروژه (که با آوت لوک و مایکروسافت پراجکت یکپارچه است) و ذخیره‌سازی فایل‌های مرتبط با پروژه‌ها را در قالب مفهومی تحت عنوان Team Site در خود دارد.

### خدمات میزبانی فایل (ابر شخصی)
شیرپوینت، OneDrive for Business را میزبانی می‌کند که امکان ذخیره و همگام‌سازی اطلاعات و اسناد شخصی افراد را به همراه اشتراک‌گذاری عمومی یا خصوصی آن اسناد را می‌دهد.

### برنامه‌های سفارشی تحت وب
توسعه‌پذیری شیرپوینت این امکان را به برنامه‌نویسان می‌دهد تا برنامه‌های تحت وب سفارشی بر بستر شیرپوینت ایجاد کنند. برای این برنامه‌ها می‌توان تنظیمات ایجاد کرد و آن‌ها را از طریق در سطح سایت، مجموعه سایت، وب اپلیکیشن یا فارم شیرپوینت (مجموعه‌ای از چندین سرور شیرپوینت) فعال/غیرفعال کرد.

## ساختار محتوا

### صفحات
شیرپوینت قابلیت ایجاد و ویرایش صفحات در داخل مرورگر را دارد که از آن‌ها می‌توان برای ارائه اطلاعات به کاربر یا دسترسی به امکانات محیط شیرپوینت استفاده کرد. این صفحات علاوه بر عنوان، می‌توانند متن اچ‌تی‌ام‌ال (شامل پیوند و تصویر و جدول و …) نیز داشته باشند. در داخل صفحات شیرپوینتی می‌توان اجزای دیگری نظیر وب‌پارت‌ها را نیز افزود. امکان فعال کردن گردش کار انتشار صفحات به منظور ایجاد نسخه‌های پیش‌نویس از صفحات و انتشار آن‌ها پس از تأیید نهایی و همچنین فعالسازی نسخه‌بندی بر روی صفحات به منظور نگهداری تاریخچه ویرایش‌ها نیز برای صفحات شیرپوینت فراهم است.

### وب پارت‌ها و اپ پارت‌ها
وب پارت‌ها و اپ‌پارت‌ها (که تحت عنوان پورتلت هم شناخته می‌شوند) اجزایی هستند که می‌توان آن‌ها را به صفحات اضافه کرد. این اجزا می‌توانند اطلاعاتی از شیرپوینت یا نرم‌افزارهای دیگر را نمایش دهند. هر وب پارت علاوه بر نمایش اطلاعات، تنظیماتی نیز دارد. این تنظیمات، بسته به نوع تعریف، می‌تواند بین همه کاربران به اشتراک گذاشته شود یا هر کاربر، تنظیمات سفارشی خود را داشته باشد.
شیرپوینت، خود تعدادی وب‌پارت دارد و از طریق برنامه‌نویسی نیز می‌توان وب‌پارت‌های سفارشی به آن افزود.

### لیست‌ها، کتابخانه‌ها، محتوا و اپ‌ها
یک کتابخانه شیرپوینت، فایل‌ها و پوشه‌ها را ذخیره می‌کند و نمایش می‌دهد. لیست شیرپوینتی، رکوردهای اطلاعاتی را ذخیره و نمایش می‌دهد. انواع محتوا (به انگلیسی Content Types) تعاریف رکوردهای اطلاعاتی قابل ذخیره شدن در شیرپوینت هستند. بعضی از انواع محتوا مثل افراد یا قرار ملاقات، به لیست‌ها قابلیت استفاده از امکاناتی نظیر همگام‌سازی با مایکروسافت آوت لوک یا مایکروسافت پراجکت را می‌دهد.
در شیرپوینت ۲۰۱۳ در بعضی صفحات، لیست‌ها و کتابخانه‌ها به Apps تغییر نام یافتند اما در شیرپوینت ۲۰۱۶ نام آن‌ها مجدداً به لیست و کتابخانه برگشت داده شد.

### سایت‌ها
یک سایت شیرپوینت مجموعه‌ای از صفحات، لیست‌ها و کتابخانه‌ها، تنظیمات، انواع محتوا و زیرسایت‌هاست. بعضی از قالب سایت‌ها در شیرپوینت عبارتند از: سایت همکاری تیمی، سایت ویکی، سایت خالی و سایت انتشار

## تنظیمات و سفارشی‌سازی

### تنظیمات تحت وب
ظاهر تحت وب شیرپوینت، امکان تنظیم اغلب اجزای آن را به کاربر می‌دهد. بر حسب سطح دسترسی که دارید، ظاهر تحت وب شیرپوینت برای تنظیمات زیر می‌تواند مورد استفاده قرار گیرد:
- تغییر ساختار محتوا، ساختار سایت، ایجاد یا حذف سایت، تغییرات در تنظیمات امنیتی یا اضافه و حذف کردن اپ‌ها
- فعال یا غیرفعال‌سازی امکانات محصول، آپلود تم‌ها یا طراحی‌های سفارشی، فعال‌سازی یکپارچگی با سایر محصولات آفیس
- تنظیم گردش‌کارهای ساده، مشاهده آمار استفاده، مدیریت فراداده، تنظیمات گزینه‌های جستجو، آپلود سفارشی‌سازی‌ها و تنظیم یکپارچگی‌ها

### شیرپوینت دیزاینر
شیرپوینت دیزاینر، نرم‌افزاری است که قابلیت‌های پیشرفته برای ویرایش صفحات اچ‌تی‌ام‌ال و ای‌اس‌پی‌دات‌نت را به همراه قابلیت ویرایش گردش‌کارهای شیرپوینتی را فراهم می‌کند. این نرم‌افزار دیگر توسعه داده نمی‌شود و آخرین نسخه آن در سال ۲۰۱۳ منتشر شده‌است.

### پاورشل و مدیریت مرکزی
ویژگی‌ها و امکانات شیرپوینت سرور یا توسط پاورشل تنظیم می‌شوند یا توسط یک محیط تحت وب به نام مدیریت مرکزی (به انگلیسی Central Administration) معمولاً تنظیمات Farm شیرپوینت مانند تنظیمات خزنده جستجو (به انگلیسی search crawler) یا تنظیمات وب اپلیکیشن‌های شیرپوینت (مجموعه‌ای از تعدادی سایت شیرپوینتی بر روی یک پورت یکسان) در بخش مدیریت مرکزی انجام می‌شود.

### توسعه سفارشی
- با استفاده از مدل «اپ» شیرپوینت می‌توان برنامه‌های خارجی مختلف که از احراز هویت شیرپوینت استفاده می‌کنند ایجاد کرد. اپ‌ها می‌توانند در داخل خود شیرپوینت میزبانی شوند یا ارائه‌دهنده اپ میزبان آن باشد. اپ‌های میزبانی شده در خارج از شیرپوینت، می‌توانند با فناوری‌های مختلف از جمله‌ای ASP.NET، PHP، Node.JS توسعه داده شوند.
- با استفاده از Client Object Model شیرپوینت[۱۸] که برای جاوا اسکریپت و دات‌نت ارائه شده و همچنین با استفاده از رابط برنامه‌نویسی نرم‌افزار (به انگلیسی API) که در قالب REST و SOAP در اختیار قرار گرفته[۱۹] از برنامه‌های پلتفرمهای مختلف می‌توان به شیرپوینت متصل شد و کاربران احراز هویت شده می‌توانند با اطلاعات و امکانات شیرپوینت از برنامه‌های سفارشی خارج از شیرپوینت کار کنند.
- افزونه‌های جعبه شنی (به انگلیسی Sandbox) شیرپوینت را کاربران دارای مجوز می‌توانند آپلود کنند. حوزه عملکرد این افزونه‌ها از نظر امنیتی محدود است و میزان مصرف منابع آن‌ها را می‌توان کنترل کرد. در استقرار شیرپوینت به شیوه چندمستأجری (به انگلیسی Multitenancy)، معمولاً این افزونه‌ها تنها سفارشی‌سازی هستند که می‌توان اعمال کرد.
- نوع افزونه دیگری نیز بنام راهکارهای فارم (به انگلیسی: Farm Solution) می‌تواند توسعه پیدا کند که مستقیم باید توسط مدیر سیستم روی خود سرور نصب شود و سطح دسترسی بیشتری به منابع و اشیاء اطلاعاتی سطح فارم شیرپوینت دارد.

## معماری سرور
شیرپوینت سرور را می‌توان بر روی کامپیوتر یک برنامه‌نویس نصب کرد یا آن را بر روی صدها سرور توزیع کرد. معماری سرور شیرپوینت در قالب حوزه‌های زیر است. همچنین نرم‌افزارهایی که بر اساس کیت توسعه نرم‌افزار شیرپوینت تولید و با اطلاعات شیرپوینت کار می‌کنند را نیز می‌توان در یکی از سطوح زیر نصب و فعال‌سازی و تنظیم کرد.

### فارم شیرپوینت
یک فارم شیرپوینت (به انگلیسی: SharePoint Farm) یک گروه منطقی از سرورها می‌باشد که سرویس‌هایشان را به اشتراک می‌گذارند. یک فارم معمولاً به صورت مستقل کار می‌کند ولی می‌تواند چند سرویس محدود مانند سرویس جستجو یا سرویس پروفایل کاربران را از یک فارم دیگر به خدمت بگیرد یا برای فارم دیگری به اشتراک بگذارد. هر فارم بانک اطلاعاتی تنظیمات منحصر به خود را دارد که از طریق مدیریت مرکزی (به انگلیسی: Central Administration) یا پاورشل می‌توان آن را مدیریت کرد. تعداد سرورها در هر فارم محدودیتی ندارد ولی به صورت پیش‌فرض به انواع زیر تقسیم‌بندی می‌شود:
- وب سرور
- اپلیکیشن سرور
- سرور جستجو
- دیتابیس سرور

### وب اپلیکیشن‌ها
هر فارم شیرپوینت از تعدادی وب اپلیکیشن تشکیل شده‌است. هر وب اپلیکیشن یک پورت در IIS را به خود اختصاص می‌دهد و بعضی تنظیمات آن از طریق تنظیمات IIS انجام می‌شود. محتوای اصلی فارم شیرپوینت در سایت‌های داخل وب اپلیکیشن‌ها ذخیره می‌شود.

### مجموعه سایت‌ها
مجموعه سایت‌ها (به انگلیسی: Site Collections) یک گروه سلسله مراتبی از «سایت‌های شیرپوینتی» هستند. هر وب اپلیکیشن در شیرپوینت باید حداقل یک مجموعه سایت داشته باشد. یک مجموعه سایت می‌تواند بانک اطلاعاتی مجزا داخل وب اپلیکیشن داشته باشد یا به صورت اشتراک از بانک اطلاعاتی مجموعه سایت دیگر در همان وب اپلیکیشن استفاده کند.

## تاریخچه
شیرپوینت در طول چرخه تولید Office XP از پروژه‌هایی با کدنام‌های "Office Server" و "Tahoe" ایجاد شد. خود Office Server حاصل تکامل FrontPage و "Team Pages" بوده‌است. قابلیت‌های جستجو و نمایه‌سازی شیرپوینت از پروژه Tahoe می‌آیند.

### نسخه‌ها
دو نسخه از شیرپوینت با قابلیت‌های متفاوت وجود دارد:
شیرپوینت آنلاین: که بخشی از اشتراک آفیس ۳۶۵ است. این نسخه به مجموعه‌ای از قابلیت‌های همکاری تیمی، میزبانی فایل‌ها، مدیریت اسناد و مدیریت محتوا محدود است و به صورت دوره‌ای به روز می‌شود.
شیرپوینت سرور: که به صورت یک نرم‌افزار قابل نصب بر روی زیرساخت فناوری اطلاعات به سازمان‌ها عرضه می‌شود. این نسخه از شیرپوینت، به روزرسانی‌های کمتری دریافت می‌کند اما امکانات بیشتری را در اختیار قرار می‌دهد. شیرپوینت سرور در سه نسخه عرضه می‌شود:
- ویرایش Foundation (به صورت رایگان)
- ویرایش Standard
- ویرایش Enterprise

نسخه‌های شیرپوینت به ترتیب تاریخ:
- SharePoint Portal Server 2001
- SharePoint Team Services (2002)
- SharePoint Services 2.0 (free license) - SharePoint Portal Server 2003 (commercial release)
- SharePoint Services 3.0 (free license) - plus Office SharePoint Server 2007 (commercial extension)
- SharePoint Foundation 2010 (free) - plus SharePoint Server 2010 (commercial extension for Foundation), and SharePoint Enterprise 2010 (commercial extension for Server)
- SharePoint Foundation 2013 (free) - plus SharePoint Server 2013 (extension on top of Foundation), and SharePoint Enterprise 2013
- SharePoint Server 2016 - plus SharePoint Enterprise 2016
- SharePoint Online (Plan 1), and SharePoint Online (Plan 2)